# Hyacinthe Castañeda
Hyacinthe Castañeda, en espagnol Jacinto María Castañeda y Pujassons (Játiva, Royaume d'Espagne, le 13 janvier 1743 - Hanoi, Tonkin, 7 novembre 1773) est un religieux dominicain et missionnaire catholique espagnol du XVIIIe siècle mort martyr au Tonkin (actuel Viêtnam). 

## Biographie
Entré dans l'Ordre des Prêcheurs au couvent de Saint Dominique de Játiva en 1761, il répond à l'appel missionnaire et est envoyé aux Philippines où il termine sa formation initiale et est ordonné prêtre en 1765. L'ordre ayant besoin de renforts en Chine continentale il est envoyé dans le Fujian mais finit par être arrêté et expulsé. En 1770, il est nommé dans le Tonkin. 3 ans après il est arrêté et emprisonné. Les conditions d'emprisonnement sont particulièrement inhumaines. Il est obligé de rester 3 mois dans une cage où il ne peut ni se lever ni s'allonger. Avec lui un de ses confrères dominicains partage le même sort, il s'agit de Vincent Lê Quang Liêm, prêtre dominicain vietnamien. Il est finalement décapité.

## Vénération
Hyacinthe Castañeda est béatifié en 1909 par le pape Pie X et canonisé par le pape Jean-Paul II le 20 juin 1988. Il fait partie de la liste des dits 117 martyrs de Viêtnam. Il est fêté le 7 novembre. 